# Culicia verreauxii
Culicia verreauxii är en korallart som först beskrevs av Milne Edwards och Jules Haime 1849.  Culicia verreauxii ingår i släktet Culicia och familjen Rhizangiidae. Inga underarter finns listade i Catalogue of Life.